# Saint-Loup (Charente-Maritime)
Saint-Loup – miejscowość i gmina we Francji, w regionie Nowa Akwitania, w departamencie Charente-Maritime.
Według danych na rok 1990 gminę zamieszkiwały 274 osoby, a gęstość zaludnienia wynosiła 17 osób/km² (wśród 1467 gmin regionu Poitou-Charentes Saint-Loup plasuje się na 736. miejscu pod względem liczby ludności, natomiast pod względem powierzchni na miejscu 536.).